# Cromie McCandless

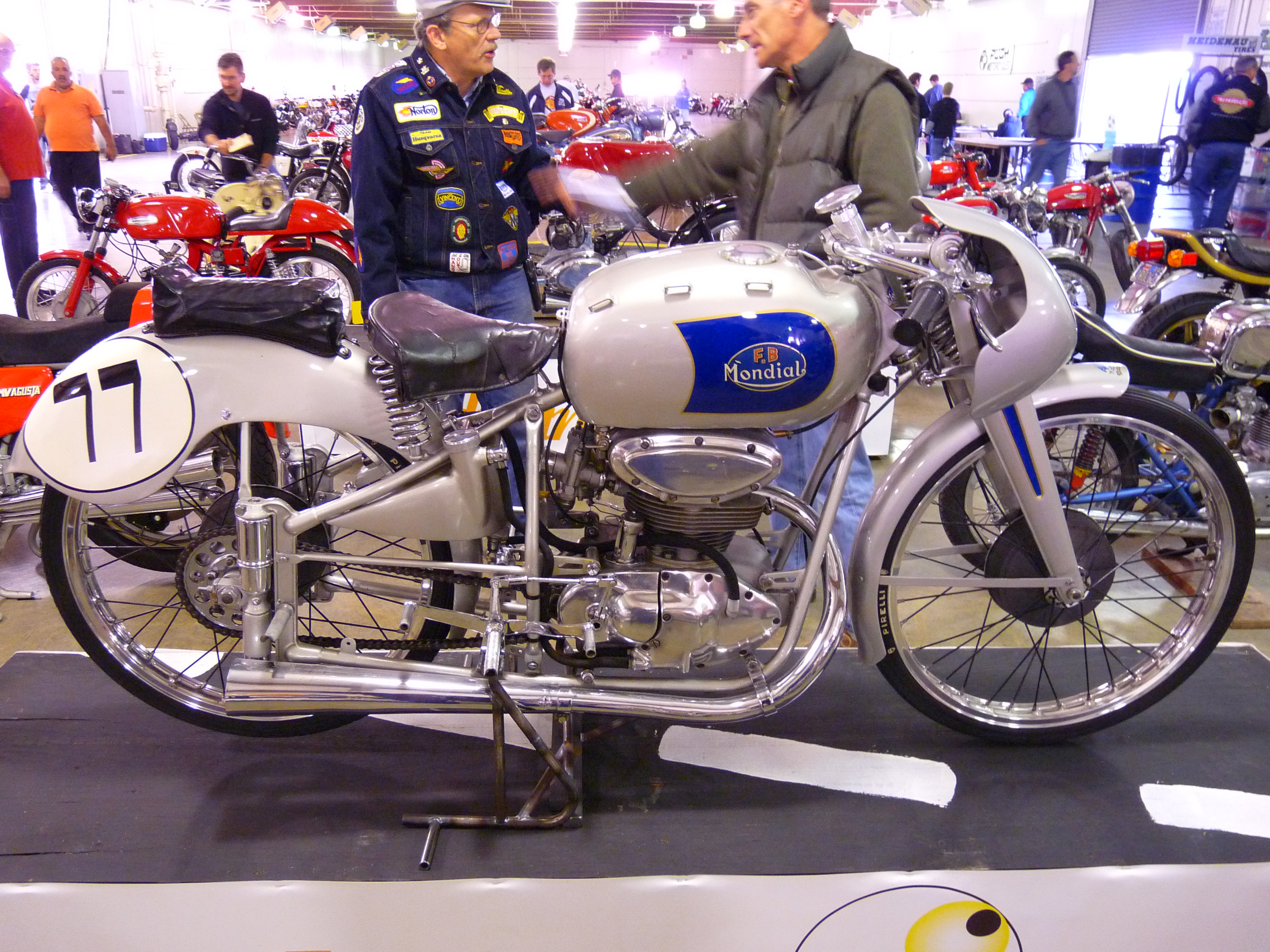
Mondial 125 Bialbero racer uit 1951

Cromie McCandless (Belfast, 17 januari 1921 - 18 januari 1992) was een Noord-Iers motorcoureur.
McCandless kwam voor het eerst voor in de uitslagen van de Manx Grand Prix van 1947. Daar viel hij zowel in de 350- als in de 500cc klasse uit met Norton. In 1948 gebeurde hetzelfde. In 1949 won hij de 350cc klasse en werd tweede in de 500cc, opnieuw met Norton. In 1950 startte hij in de Isle of Man TT in de Junior TT en in de Senior TT en in beide klassen werd hij met Norton achtste. In 1951 reed hij voor het Italiaanse merk Mondial. Hij won de Ultra-Lightweight TT en de 125cc Grand Prix van Ulster en werd achter zijn teamgenoten Carlo Ubbiali en Gianni Leoni derde in het wereldkampioenschap. Hij werd ook derde in de Senior TT op Man met een Norton. Dat was zijn enige 500cc race in dat jaar, en hij werd er gedeeld 14e in het kampioenschap mee. In 1952 werd hij achtste in de Senior TT met een Norton en won hij met een Gilera de 500cc klasse van de Grand Prix van Ulster. Dat was zijn laatste race.
Cromie McCandless was de broer van Rex McCandless, de uitvinder van het Featherbed frame.

## Wereldkampioenschap wegrace resultaten
(Races in cursief geven de snelste ronde aan)
| Jaar | Klasse | Team    | Motorfiets   | 1     | 2     | 3     | 4     | 5     | 6       | 7     | 8     | Punten | Plaats | Overwinningen |
| ---- | ------ | ------- | ------------ | ----- | ----- | ----- | ----- | ----- | ------- | ----- | ----- | ------ | ------ | ------------- |
| 1949 | 500 cc | Norton  | 30M Manx     | IOM - | ZWI - | NED - | BEL - | ULS 6 | NAT -   |       |       | 0      | -      | 0             |
| 1950 | 350 cc | Norton  | 40M Manx     | IOM 8 | BEL - | NED - | ZWI - | ULS - | NAT -   |       |       | 0      | -      | 0             |
| 1950 | 500 cc | Norton  | 30M Manx     | IOM 8 | BEL - | NED - | ZWI - | ULS - | NAT -   |       |       | 0      | -      | 0             |
| 1951 | 125 cc | Mondial | 125 Bialbero | SPA - |       | IOM 1 |       | NED - |         | ULS 1 | NAT 4 | 11     | 3e     | 1             |
| 1951 | 350 cc | Norton  | 40M Manx     | SPA - | ZWI - | IOM 7 | BEL - | NED - | FRA -   | ULS - | NAT - | 0      | -      | 0             |
| 1951 | 500 cc | Norton  | 30M Manx     | SPA - | ZWI - | IOM 3 | BEL - | NED - | FRA -   | ULS - | NAT - | 4      | 13e    | 0             |
| 1952 | 125 cc | Mondial | 125 Bialbero |       | IOM 4 | NED - |       | DUI - | ULS DNF | NAT - | SPA - | 3      | 12e    | 0             |
| 1952 | 350 cc | Norton  | 40M Manx     | ZWI - | IOM 7 | NED - | BEL - | DUI - | ULS -   | NAT - |       | 0      | -      | 0             |
| 1952 | 500 cc | Norton  | 30M Manx     | ZWI - | IOM 6 | NED - | BEL - | DUI - |         |       |       | 12     | 9e     | 1             |
| 1952 | 500 cc | Gilera  | 500 4C       |       |       |       |       |       | ULS 1   | NAT - | SPA - | 12     | 9e     | 1             |

## Isle of Man TT resultaten
| Jaar | Klasse               | Team    | Motorfiets   | Plaats | Punten |
| ---- | -------------------- | ------- | ------------ | ------ | ------ |
| 1950 | Junior TT            | Norton  | 40M Manx     | 8      | 0      |
| 1950 | Senior TT            | Norton  | 30M Manx     | 8      | 0      |
| 1951 | Ultra-Lightweight TT | Mondial | 125 Bialbero | 1      | 8      |
| 1951 | Junior TT            | Norton  | 40M Manx     | 7      | 0      |
| 1951 | Senior TT            | Norton  | 30M Manx     | 3      | 4      |
| 1952 | Ultra-Lightweight TT | Mondial | 125 Bialbero | 4      | 3      |
| 1952 | Junior TT            | Norton  | 40M Manx     | 7      | 0      |
| 1952 | Senior TT            | Norton  | 30M Manx     | 6      | 1      |